# Paul Sohn
Paul Sohn († 19. September 1939 beim Überfall auf Polen) war ein nationalsozialistischer Funktionär, der zu den Förderern des Sports in Ostpreußen gezählt wird. Daneben betätigte er sich auch als Fotograf und Rundfunkreporter.

## Leben und Wirken
Sohn stammt aus Königsberg in Preußen und war u. a. für den Ostmarken Rundfunk tätig, für den er die Frühturnstunde gestaltete und auch als Reporter und Fotograf wirkte.
Zum 1. März 1933 trat er der SA bei, in der er bis zum Standartenführer aufstieg. Er gehörte dem Stab der SA-Gruppe Ostland an. Noch als SA-Sturmbannführer wurde er mit Wirkung vom 1. Januar 1936 von Reichssportführers Hans von Tschammer und Osten zum Führer des Gaues I Ostpreußen des Deutschen Reichsbundes für Leibesübungen (DRL) ernannt. Neben ihm gab es im Deutschen Reich noch weitere 15 Gausportführer. 
Im November 1938 wurde er von Reichssportführers Hans von Tschammer und Osten zu einem von nunmehr 18 Gauführern des Deutschen Reichsbundes für Leibesübungen (DRL) ernannt. Er übernahm erneut die Gauführung des Gaues I Ostpreußen. Nach der Umbenennung war er ab Dezember 1938 der für Ostpreußen zuständige Gauführer des Nationalsozialistischen Reichsbundes für Leibesübungen.
Nach dem deutschen Überfall auf Polen leistete er als Leutnant seinen Dienst in der deutschen Wehrmacht. Schwer verwundet starb er in einem Kriegslazarett.

## Ehrungen
In der Zeit des Nationalsozialismus waren einige Straßen nach ihm benannt.